# Dipurena brownei
Dipurena brownei är en nässeldjursart som först beskrevs av Bigelow 1909.  Dipurena brownei ingår i släktet Dipurena och familjen Corynidae. Inga underarter finns listade i Catalogue of Life.